# Ricaurte (Cundinamarca)
Ricaurte è un comune della Colombia facente parte del dipartimento di Cundinamarca.
Il centro abitato venne fondato da Abril Nieto Ricaurte nel 1857.